# Tápay-Szabó László
Tápay-Szabó László, Szabó János László (Szeged, 1874. június 20. – Budapest, 1941. május 18.) újságíró, író, művelődéstörténész, jogász, publicista, egyetemi tanár; Tápay-Szabó Gabriella író apja.

## Élete
Szabó István és Hegedűs Julianna fiaként született. Ugyanitt végezte középiskoláit is, a jogot a budapesti egyetemen hallgatta. 
1891-ben alapította Bódogh Jánossal a Gyorsirászati Közlönyt, melynek fennállása alatt főmunkatársa volt. 1893-ban a Szegedi Hiradó és még azon évben a Budapesti Hirlap szerkesztőségének tagja volt. 1894-ben visszament Szegedre a Szegedi Hírlaphoz; azon év végén a Hazánk szerkesztőségébe lépett. 1895 végén a Tiszántúl politikai napilap felelős szerkesztője lett Nagyváradon, később az Arad és Vidéke munkatársa volt. 1896-tól 1898-ig a Pesti Napló, 1898-1901-ben a Pesti Hirlap, 1901-től a Budapesti Hirlap és az Esti Ujság szerkesztőségének tagja; vezette az országgyűlési rovatot és a két lap politikai tudósítója volt. Később Az Est1 segédszerkesztője volt. 
1918-tól a kolozsvári egyetemen mint magántanár dolgozott, 1919-től főszerkesztője volt az Új Nemzedék című jobboldali lapnak. 1923-ban az Amerikai Egyesült Államokba emigrált és a Columbia Egyetemen tanított magyar irodalmat. Hazatérést követően előbb a Pesti Naplónál, majd 1939-től az Újságnál dolgozott. 1930-tól egyetemi címzetes rendkívül tanár volt szülővárosában. 
1901. június 22-én Budapesten, a Józsefvárosban házasságot kötött Gahlen Gabriella Lujzával (Székesfehérvár, 1874. június 3. – Budapest, Terézváros, 1956. április 30.).
Cikkeket írt a Magyar Gazdák Szemléjébe (agrárpolitikai kérdésekről), az Urániába, melynek állandó munkatársa, a Szövetkezésbe, sat.

## Munkái
- A gyorsírás tanításának módszertana. Szeged, 1893
- Kalandozások a filozófia országában. Uo. 1894. (Gyűjteménye azon tárczáknak, melyeket dr. Mephisto álnévvel a Szegedi Naplóba írt)
- Az ismeretlen és a lelki problemák. Flammarion után ford. Uo. 1900. Két kötet. (2. kiadás. Uo. 1906)
- Pályamutató. Bpest, 1901 (Amicus Juventutis álnévvel. 2. kiadás. 1904., 3 k. 1908. Uo.)
- Jókai élete és művei. Uo. 1904 (Ism. Budapesti Hirlap 293. sz., Egyet. Philol. Közlöny 1905)
- Az írás mestersége. Uo. 1907
- A modern újságírás. Bp., 1916
- Az igazi Amerika. Útirajz, Bp., 1925
- Az amerikai demokrácia. Debrecen. 1928
- Szegény ember gazdag élete. Emlékezései, Bp., 1928
- Az auránai perjelség. Bp., 1930
- Az emberiség története. Bp., 1936
- Az ókor csodái. Bp., 1940
- Csokonai. Regényes életrajz, Bp., 1941
- A bolsevizmus Magyarországon. A proletárdiktatúra okirataiból; Kárpátia Stúdió, Köröstarkány–Balatonfőkajár–Bp., 2022

Több regényt fordított a Légrády testvérek kiadásában megjelenő Legjobb Könyvek c. vállalatba. Révai testvérek megbízásából sajtó alá rendezte Jókai Mórnak ama műveit, melyek a 100 kötetes nemzeti kiadásban nincsenek meg, összesen húsz kötetre valót gyűjtött össze. Szerkesztette 1902-től a Kincses Kalendáriumot, melynek cikkeit nagyobbrészt ő írta.